# مرغ بهشت شاهنشاه
مرغ بهشت شاهنشاه (نام علمی: Paradisaea guilielmi) نام یک گونه از سرده مرغ‌بهشتیان است.